# هایلتبروک
هایلتبروک (به سوئدی: Hyltebruk) یک سکونتگاه مسکونی در سوئد است که در Hylte Municipality واقع شده‌است.

## خصوصیات
هایلتبروک ۴٫۹۱ کیلومترمربع مساحت و ۳٬۷۱۶ نفر جمعیت دارد.